# Sowiniec. Materiały historyczne i dokumenty
Sowiniec. Materiały historyczne i dokumenty – półrocznik historyczny ukazujący się od 1984 roku w Krakowie. Publikowane są w nim artykuły naukowe, recenzje, materiały dotyczące historii najnowszej. Współwydawcami są Towarzystwo Miłośników Historii i Zabytków Krakowa, Obywatelski Komitet Opieki nad Kopcem Józefa Piłsudskiego i Fundacja Centrum Dokumentacji Czynu Niepodległościowego.
Redaktorem naczelnym czasopisma jest Tomasz Gąsowski, a radę naukową współtworzą z nim Andrzej Nowak i Grzegorz Ostasz.